# Sticta cyphellulata
Sticta cyphellulata är en lavart som först beskrevs av Johannes Müller Argoviensis, och fick sitt nu gällande namn av Hue. Sticta cyphellulata ingår i släktet Sticta och familjen Lobariaceae.   Inga underarter finns listade i Catalogue of Life.